# جوليان ويدراوجو
جوليان ويدراوجو (مواليد 16 فبراير 1982) هو مبارز بالسيف من بوركينا فاسو، مثّل بلاده في الألعاب الأولمبية الصيفية 2008.

## روابط رياضية
جوليان ويدراوجو على موقع الاتحاد الدولي للمبارزة (الإنجليزية)
- جوليان ويدراوجو على موقع أوليمبيديا (الإنجليزية)